# Angelo Tognali
Angelo Tognali (Vione, 14 gennaio 1897 – Monte Grappa, 27 ottobre 1918) è stato un militare italiano, insignito della medaglia d'oro al valor militare alla memoria nel corso della prima guerra mondiale.

## Biografia
Nacque a Vione il 14 gennaio 1897, figlio di Pancrazio Tognali e Maria Maddalena Cupriani, sesto di otto fratelli. Studiò dapprima nel suo paese natio, poi a Lovere (BG) e infine presso l'Istituto Tecnico "Niccolò Tartaglia" di Brescia. L'anno dopo aver conseguito il diploma di ragioniere scoppiò la prima guerra mondiale, e nell'ottobre 1916 fu costretto a interrompere gli studi. Si arruolò volontario nel Regio Esercito, venendo assegnato al 37º Reggimento fanteria della Brigata Ravenna. Ammesso successivamente a frequentare i corsi presso la Regia Accademia Militare di Modena, ne uscì nell'aprile 1917 con il grado di Aspirante ufficiale, assegnato al Corpo degli alpini, in forza al neocostituito battaglione alpini "Monte Pelmo", inquadrato nel 7º Reggimento alpini. Arrivato al fronte nel successivo mese di maggio, con il suo reparto che si trovava schierato in Val Costeana, venne promosso sottotenente di complemento nel mese di giugno. Trasferito con il suo reparto in territorio controllato dalla 2ª Armata, allora al comando del tenente generale Luigi Capello, si distinse durante la battaglia avvenuta tra il 18 e il 25 agosto. Distintosi anche durante la battaglia di Caporetto ricevette un encomio solenne e la promozione a tenente, concessagli nell'aprile 1918. Posto al comando di un plotone della 147ª Compagnia fu mandato a presidiare il settore Cuma Alta-Pozzo di Mezzo, e insieme con gli arditi della compagnia speciale eseguì missioni di attacco alle trincee e ai baraccamenti nemici. Mandato successivamente nel settore Solaroi-Valderoa, il 25 ottobre 1918 riuscì con i suoi uomini a conquistare alcune trincee nemiche sul Col del Kuk. Sebbene febbricitante e molto debilitato non volle lasciare la prima linea in previsione dell'imminente contrattacco nemico che fu lanciato il giorno 27 dopo una violenta preparazione di artiglieria. Col suo plotone, appoggiato da una sezione di mitragliatrici, sostenne l'attacco finché circondato da forze superiori cadde in combattimento mentre si difendeva con l'unica mitragliatrice ancora efficiente. La salma fu seppellita nel cimitero militare di Casonet, ai piedi della Teleferica Boccaor.
Per onorarne il coraggio con Regio Decreto 25 agosto 1919 gli fu concessa la medaglia d'oro al valor militare alla memoria.
Il suo paese natale ne ha onorato la memoria ponendo, sulla facciata della casa natale, una lapide a ricordo, intitolandogli anche una via e una scuola elementare.
La città di Monza, Madrina del Battaglione "Monte Pelmo", assegnò a ognuno degli ufficiali che combatterono in questo battaglione, una medaglia d'oro a ricordo.